# Gelos
Gelos är en kommun i departementet Pyrénées-Atlantiques i regionen Nouvelle-Aquitaine i sydvästra Frankrike. Kommunen ligger i kantonen Pau-Ouest som tillhör arrondissementet Pau. År 2022 hade Gelos 3 595 invånare.

## Befolkningsutveckling
Antalet invånare i kommunen Gelos
| Referens: INSEE |